# Hôtel de ville de Marchienne-au-Pont
L'hôtel de ville de Marchienne-au-Pont est un bâtiment communal située dans la section de Marchienne-au-Pont à Charleroi (Belgique).

## Histoire
La première maison communale se trouvait devant l'entrée de la vieille église à côté de l'actuel café du Vieux Marchienne,. En 1861, la maison de Joachim Bastin est acquis par l'administration. Cette maison a été construite en 1778 et se situait rue de Châtelet. Lors du creusement du métro, on découvre un second niveau de cave voutée, des reste d'une demeure plus ancienne,. La façade était de style Renaissance et possédait un encadrement en pierre de taille qui décorait la porte cochère,. La salle du conseil, qui se situait au rez-de-chaussée était décorée de motifs mythologiques,,.
Une cour ombragée qui se situait derrière le bâtiment, s'ouvrait sur la Garde civile et le Salon communal construit en 1879. Les caves du Salon abritaient un marché couvert et sont transformé en ateliers de l'école industrielle. L'ensemble sera détruit en mai 1940 lors de la destruction des ponts par les Français.
À la fin du XIXe siècle, dû à l'accroissement de la population, la maison Bastin se révèle être complètement insuffisants. Les services communaux avaient dû être renforcés ; la gestion des registres de l'État civil et de la population avait exigé l'embauche de plusieurs personnes, et les Services de Police eux-mêmes faisaient face à une augmentation de leur personnel,.
Le bourgmestre Joseph Lefèvre propose au Conseil communal du 18 août 1893 d'acquérir une propriété de la famille de Cartier, connue sous le nom de Château Blanc. Les commerçants s'y opposent, craignant que le centre des affaires ne se déplace vers la rue de Beaumont. Le Château Blanc avait été construit par le baron de Cartier en 1833, sur l'emplacement du premier château de Marchienne il était entouré d'un parc de 3,20 ha,. L'affaire est conclue et les plans d'aménagement sont confiés à Alexandre Simon,.

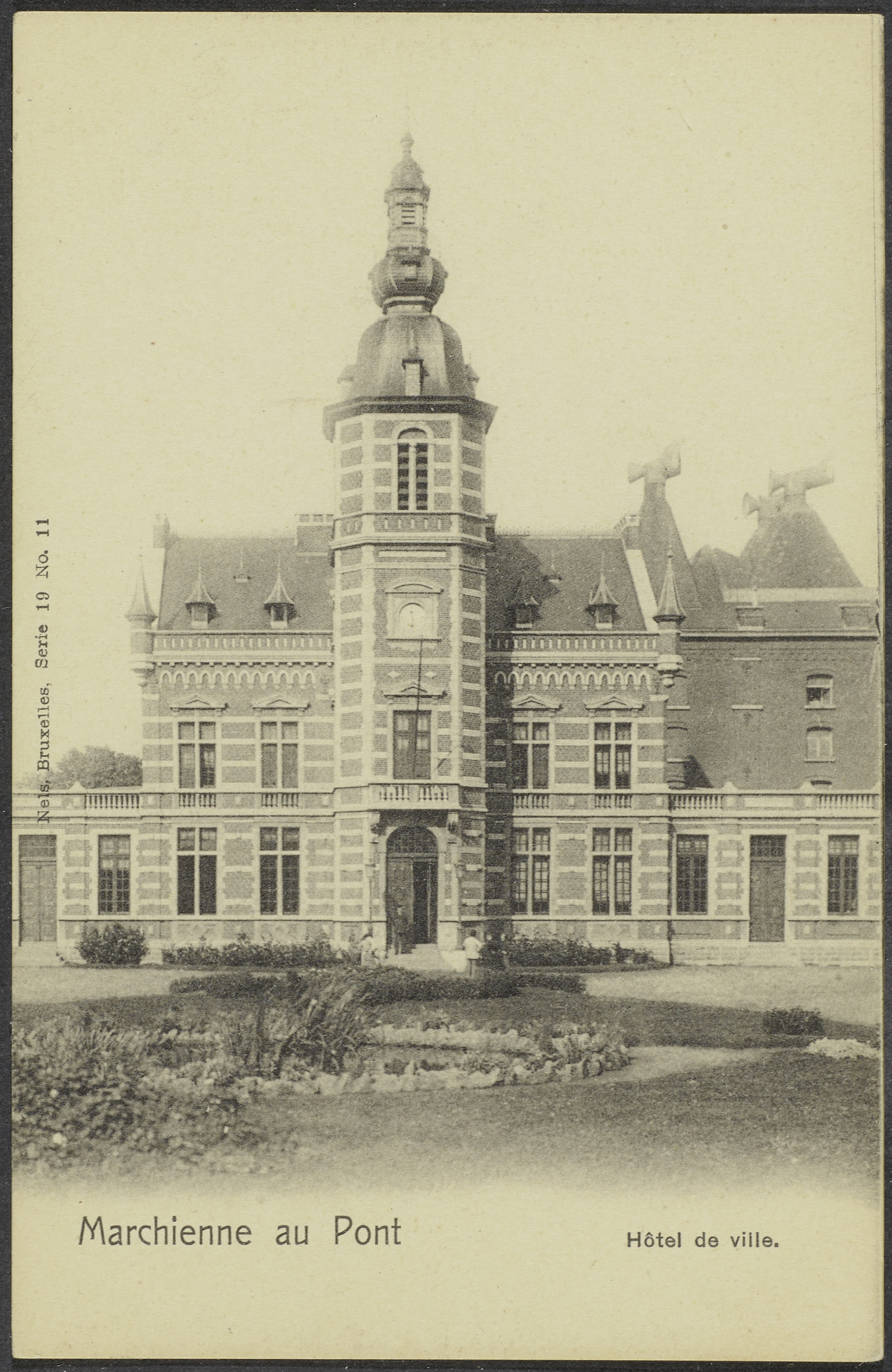
L'ancien hôtel de ville de 1901.

Les travaux avancent rapidement sous la direction de l'entrepreneur Loriat de Nivelles, tandis que le parc est confié à l'artiste jardinier Chalmagne de Marchienne-au-Pont. Débutés en janvier 1900, ils permettent une inauguration officielle dès le 18 août 1901. De grandes festivités pour l'inauguration sont organisées en présence du général Mersch, délégué du roi. Le matin, on procède à la pose de la première pierre de la nouvelle église, qui sera terminée en 1903, et l'après-midi, un défilé de toutes les sociétés locales a lieu,,.
Les formes sobres de l’ancien château blanc ont été remplacées par une construction au style éclectique. Un beffroi polygonal partiellement hors-œuvre, culminant à 40 mètres, est surmonté d’un bulbe polygonal orné de lucarnes et d’un lanternon. Le beffroi, aménagé dans une travée centrale du corps principal, sert également de porche d'entrée au rez-de-chaussée. Deux ailes sont érigées de manière symétrique, celle de gauche abrite le service de police, tandis que celle de droite accueille la salle du Conseil,.
Ces dernières décennies, l'hôtel de ville montrait des signes évidents d'usure, accentués par les bombardements de 1944. Il n'était plus en mesure d'accueillir tous les services communaux. Après la Libération, le conseil communal décide de construire un nouveau bâtiment. Divers avant-projets sont proposés, incluant un beffroi, à l'image des hôtels de ville de Charleroi et de Marcinelle ou des projets adoptés par Gilly et Couillet, mais aucun n'aboutit.
Un architecte de l'IEGSP, André Londot, en est l'auteur définitif. Certains avaient émis le vœu de voir cet édifice érigé sur la place Albert 1er. Cela n'a pas été possible car le métro y a trouvé son emplacement. Le 1er septembre 1970 a marqué l'ouverture du chantier, le gros œuvre est assuré par l'entreprise Bemat située à Marchienne-au-Pont. L'inauguration du nouvel hôtel de ville a eu lieu le 10 mai 1973. Il est conçu en forme de « L » dans le parc, face à l'ancienne maison communale, et la fontaine de Vandenhouten a été déplacée une fois de plus. En 1974, les habitants de Marchienne ont vu disparaître leur hôtel de ville, et certains le regrettent toujours.

## Architecture

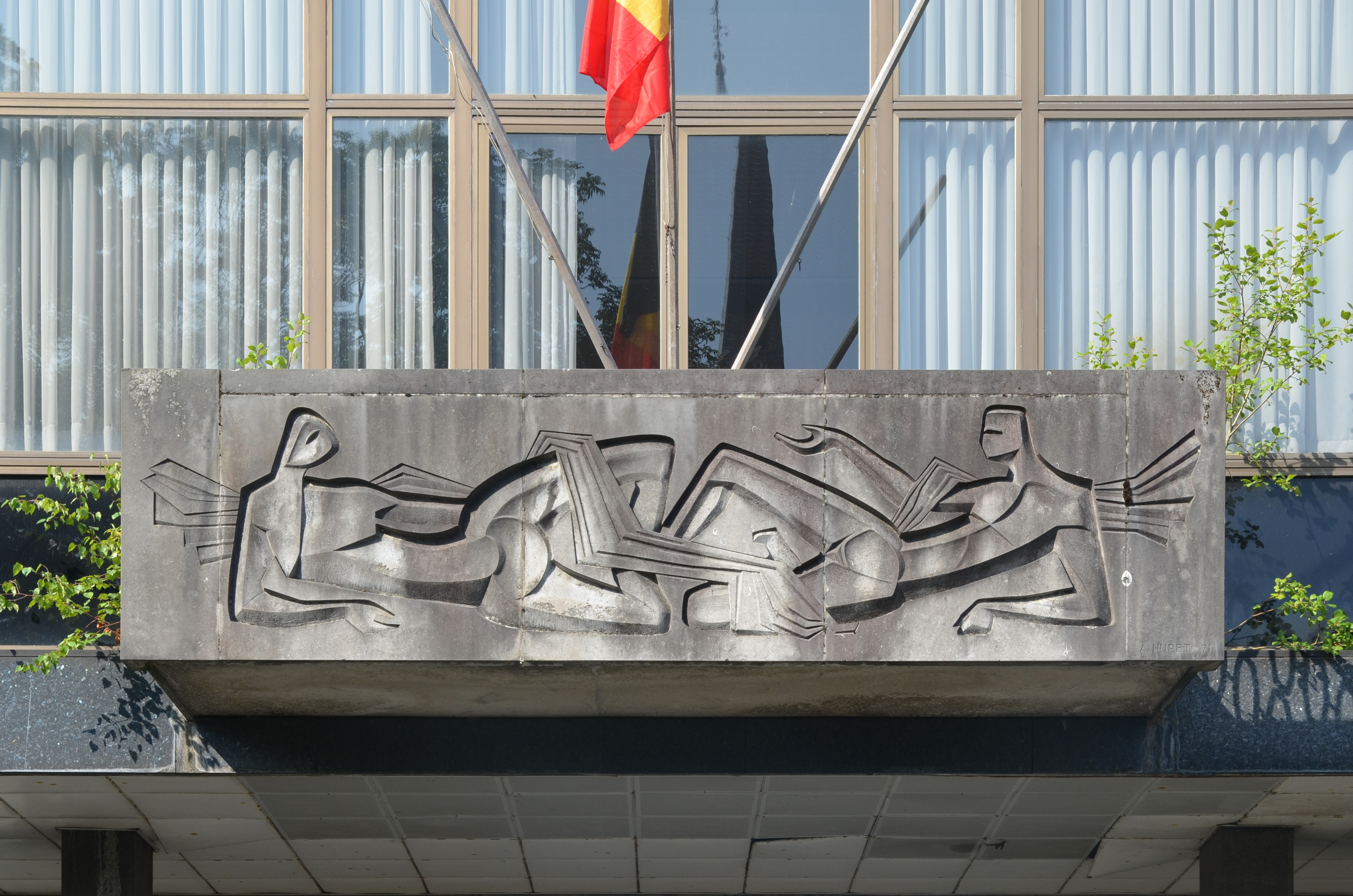
Bas-relief par André Hupet.

Le bâtiment est de style moderniste. Les services administratifs, y compris ceux de la Police, se trouvent du côté de la rue Georges Tourneur, tandis que la salle multifonctionnelle, la salle des mariages et le cabinet de l'Échevin sont situés du côté de la rue de Beaumont. 

### Œuvres d'arts
Le balcon possède un bas-relief d'André Hupet, dans la salle des mariages, il y a une fresque d'Edmond Dubrunfaut. L'édifice abrite les œuvres de Fernand Verhaegen et de Roland Delattre.